# Laurel (Indiana)
Laurel és una població dels Estats Units a l'estat d'Indiana. Segons el cens del 2000 tenia 579 habitants.

## Demografia
Segons el cens del 2000, Laurel tenia 579 habitants, 201 habitatges, i 155 famílies. La densitat de població era de 931,5 habitants/km².
Dels 201 habitatges en un 41,3% hi vivien nens de menys de 18 anys, en un 55,7% hi vivien parelles casades, en un 13,4% dones solteres, i en un 22,4% no eren unitats familiars. En el 17,9% dels habitatges hi vivien persones soles el 8% de les quals corresponia a persones de 65 anys o més que vivien soles. El nombre mitjà de persones vivint en cada habitatge era de 2,88 i el nombre mitjà de persones que vivien en cada família era de 3,21.
Per edats la població es repartia de la següent manera: un 31,4% tenia menys de 18 anys, un 10,4% entre 18 i 24, un 29,5% entre 25 i 44, un 18,1% de 45 a 60 i un 10,5% 65 anys o més.
L'edat mediana era de 30 anys. Per cada 100 dones de 18 o més anys hi havia 96,5 homes.
La renda mediana per habitatge era de 29.375 $ i la renda mediana per família de 33.625 $. Els homes tenien una renda mediana de 28.846 $ mentre que les dones 20.625 $. La renda per capita de la població era de 12.035 $. Entorn de l'11,6% de les famílies i el 13,6% de la població estaven per davall del llindar de pobresa.

## Poblacions més properes
El següent diagrama mostra les poblacions més properes.